# Dong Jiong
Dong Jiong (chinesisch 董炯, * 5. Dezember 1973 in Peking) ist ein ehemaliger chinesischer Badmintonspieler.

## Karriere
Dong Jiong gewann bei den Olympischen Sommerspielen 1996 Silber im Herreneinzel. Im Finale unterlag er dort Poul-Erik Høyer Larsen aus Dänemark. Zu seinen weiteren Erfolgen zählen der Gewinn der Thailand Open, Denmark Open, China Open, der Asienspiele und der All England, allesamt im Herreneinzel errungen.

## Sportliche Erfolge
| Saison | Veranstaltung                | Disziplin    | Platz | Name       |
| ------ | ---------------------------- | ------------ | ----- | ---------- |
| 1994   | Asienspiele                  | Herreneinzel | 3     | Dong Jiong |
| 1995   | China Open                   | Herreneinzel | 1     | Dong Jiong |
| 1995   | Badminton-Asienmeisterschaft | Herreneinzel | 3     | Dong Jiong |
| 1995   | Thailand Open                | Herreneinzel | 1     | Dong Jiong |
| 1996   | Chinese Taipei Open          | Herreneinzel | 1     | Dong Jiong |
| 1996   | Thailand Open                | Herreneinzel | 1     | Dong Jiong |
| 1996   | Olympia                      | Herreneinzel | 2     | Dong Jiong |
| 1997   | World Badminton Grand Prix   | Herreneinzel | 2     | Dong Jiong |
| 1997   | China Open                   | Herreneinzel | 1     | Dong Jiong |
| 1997   | Sudirman Cup                 | Team         | 1     | China      |
| 1997   | All England                  | Herreneinzel | 1     | Dong Jiong |
| 1997   | Denmark Open                 | Herreneinzel | 1     | Dong Jiong |
| 1998   | Asienspiele                  | Herreneinzel | 1     | Dong Jiong |
| 1998   | Brunei Open                  | Herreneinzel | 2     | Dong Jiong |
| 1998   | Denmark Open                 | Herreneinzel | 2     | Dong Jiong |
| 1999   | China Open                   | Herreneinzel | 1     | Dong Jiong |